# Europamästerskapen i simhopp
Europamästerskapen i simhopp är en simhoppstävling som arrangeras vartannat år av Ligue Européenne de Natation. Tävlingen består av simhoppare från Europa som tävlar i enmeters- och tremeterssvikthopp samt hopp från 10 meters plattform.

## Historia
Simhopp har varit en del av europamästerskapen i simsport sedan den startade 1926. 
Ett separat mästerskap i simhopp hölls för första gången 2009 i Turin och bestod av 10 grenar: enmeters- och tremeterssvikthopp och hopp från 10 meters plattform för både damer och herrar samt parhopp från tremeterssvikten och 10 meters plattformen för både damer och herrar. Vid den andra upplagan av mästerskapet introducerades det även en lagtävling. Vid den femte upplagan av mästerskapet introducerades mixed parhopp från både tremeterssvikten och 10 meters plattformen.
Den sjunde upplagan var även en del av europeiska spelen 2023 i Polen.

## Upplagor
| Nr | År   | Värdstad | Datum        | Grenar |
| -- | ---- | -------- | ------------ | ------ |
| 1  | 2009 | Turin    | 1–5 april    | 10     |
| 2  | 2011 | Turin    | 8–13 mars    | 11     |
| 3  | 2013 | Rostock  | 18–23 juni   | 11     |
| 4  | 2015 | Rostock  | 9–14 juni    | 11     |
| 5  | 2017 | Kiev     | 12–18 juni   | 13     |
| 6  | 2019 | Kiev     | 5–11 augusti | 13     |
| 7  | 2023 | Rzeszów  | 22–28 juni   | 13     |
| 8  | 2025 | Antalya  | 22–28 maj    | 13     |